# Hesperiphona
Hesperiphona és un dels gèneres d'ocells de la família dels fringíl·lids (Fringillidae).
El gènere va ser introduït l'any 1850 pel naturalista francès Charles Lucien Bonaparte amb el durbec vespertí com a espècie tipus. El nom combina la paraula del grec antic hesperos que significa "vespre" i phōnē que significa "so" o "plor".
El gènere conté dues espècies segons la classificació del Congrés Ornitològic Internacional (versió 2.6, 2010):
| Imatge | Nom científic           | Nom comú          | Distribució                                                          |
| ------ | ----------------------- | ----------------- | -------------------------------------------------------------------- |
|        | Hesperiphona vespertina | Durbec vespertí   | Canadà i les zones muntanyoses occidentals dels Estats Units i Mèxic |
|        | Hesperiphona abeillei   | Durbec encaputxat | Amèrica Central, principalment a Mèxic i Guatemala.                  |